# Невзоров, Владимир Михайлович
Владимир Михайлович Невзоров (род. 5 октября 1952, Майкоп, Адыгейская АО, Краснодарский край) — советский дзюдоист и самбист. Чемпион СССР по самбо (1971—1972), чемпион Европы по самбо (1972), чемпион летних Олимпийских игр (Монреаль, 1976) по дзюдо, чемпион мира (1975) и Европы (1973, 1975, 1977) по дзюдо, заслуженный мастер спорта СССР (1975), Председатель Высшего Совета Федерации дзюдо России. Выступал в весовой категории до 70 кг. Тренировался под руководством Заслуженного тренера СССР Я. К. Коблева, выступал за ЦС «Урожай».

## Спортивная биография
В 1971 году, в возрасте 18 лет Невзоров стал чемпионом СССР по самбо, победив Давида Рудмана. В 1972 году вновь стал чемпионом СССР и выиграл первый открытый чемпионат Европы по самбо в Риге. В 1975 году он стал первым советским чемпионом мира по дзюдо, выиграв первенство мира в Вене
В 1976 году Владимир Невзоров стал чемпионом Олимпийских игр в Монреале по дзюдо в весовой категории до 70 кг, победив японского дзюдоиста Кодзи Курамото. Эта схватка была крайне напряженной. По некоторым оценкам, приём тай отоси (передняя подножка), проведённый Невзоровым, должен был быть оценен в иппон (чистая победа), но была дана только оценка вадза-ари. Тренер японской команды Исао Окано после Монреаля заявил в одном из интервью:

Передняя подножка Невзорова, которая была оценена «вадза-ари», была достойна высшей оценки «иппон». У меня было желание крикнуть это арбитру, ведь это было так ясно, но у меня просто не хватило мужества…

В настоящее время Владимир Михайлович Невзоров является Председателем Высшего Совета Федерации дзюдо России.

## Образование
В 1976 году Невзоров окончил факультет физвоспитания Адыгейского государственного педагогического института. Член КПСС с 1977 года. В 2002 году он получил второе высшее образование, окончив Ростовский государственный экономический университет.
Невзоров является соавтором книги Коблев Я.К., Рубанов М.Н., Невзоров В.М. Борьба дзюдо. — М.: ФИС, 1987..

## Выступления на чемпионатах СССР

### Самбо
- Чемпионат СССР по самбо 1971 года — ;
- Чемпионат СССР по самбо 1972 года — ;

### Дзюдо
- Чемпионат СССР по дзюдо 1974 года — ;
- Чемпионат СССР по дзюдо 1976 года — ;
- Спартакиада Народов СССР 1975 года — ;
- Спартакиада Народов СССР 1979 года — ;
- Чемпионат СССР по дзюдо 1979 года —

## Видео
Чемпионат мира 1975, дзюдо, 70 кг, финал: Валерий Двойников (СССР) — Владимир Невзоров (СССР)

 Олимпийские игры 1976, дзюдо, 70 кг, финал: Кодзи Курамото (Япония) — Владимир Невзоров (СССР)

## Награды
- Орден «Знак Почёта» (1976)
- Орден Почёта (12 октября 2022) — за вклад в развитие физической культуры и популяризацию отечественного спорта[11]